# 奎虚书藏
奎虚书藏位于中国山东省济南市历下区大明湖路257号，北临大明湖，东临遐园，为原山东省立图书馆藏书楼，建于1935-1936年，为现代建筑风格。

## 历史
山东省图书馆的前身为山东省立图书馆，馆址位于大明湖西南岸，落成于1909年12月，建筑布局仿浙江宁波的藏书楼天一阁，当时被称为遐园，主要建筑包括海岳楼、宏雅阁等。

### 藏书
1928年日本以保护日侨为由出兵济南，山东省立图书馆因与中国国民党山东省党部接壤而受到战火波及，大部分建筑被毁，原藏书楼楼顶被洞穿，基础亦遭到震动破坏。1929年后，藏书量亦多至原藏书楼不能容纳。因而于1934年筹建新藏书楼，命名为“奎虚书藏”，其意为“奎星主齐，虚星主鲁，以二星之分野，括齐鲁之疆域”。
在1984年新阅览楼建成前，奎虚书藏一直为该馆的主体建筑，长期用于图书的采编、收藏和借阅，其藏书包括善本古籍、普通古籍、海源阁藏书及其故物等（现多迁至二环东路的山东省图书馆新馆）。2004年，该建筑曾被整修维护，其功能也由藏书楼向自习室、阅览室转换。

### 见证受降
该建筑在1945年曾作为第十一战区副司令长官司令部大礼堂使用，并在此举行了侵华日军山东战区签降仪式，当时的战区副司令长官李延年曾题有“我武
维扬”匾以纪念这一历史事件。

## 建筑
建筑坐西面东，平面呈山字形，楼后使用回廊相连，钢筋混凝土结构。建筑分为两层（当时亦考虑便于随时增筑），上层最初为书库六间，书架为木质，下层最初为阅览室、展览室等共十六间，正中的大阅览室可容纳400人。东立面呈五段式划分，稍突出南、北两端和中间部分，中部女儿墙为叠落状马头墙处理，正中为由傅增湘题写的“奎虚书藏”四字，南、北两端的女儿墙亦采用相似的手法，与中间部分取得了呼应。

## 其他现存受降旧址
- 抗日胜利芷江洽降旧址，曾作为中日双方芷江洽降地点。
- 国民政府第六战区受降堂旧址，曾作为第六战区受降点
- 太和殿，曾作为第十一站区北平受降点
- 抗日战争胜利浙江受降纪念馆，曾作为第三战区受降点
- 湖南大学科学馆，曾作为第四受降区受降点
- 东部战区大礼堂（原为中华民国南京市中央陆军军官学校大礼堂），第二次世界大战中国战区受降仪式举行地